# Nagyselmec
Nagyselmec (szlovákul Liptovská Štiavnica) község Szlovákiában, a Zsolnai kerületben, a Rózsahegyi járásban.

## Fekvése
Rózsahegytől 2 km-re keletre, az Alacsony-Tátra hegyei között, 560 m magasan fekszik.

## Története
A falutól délre, a Lúcny hrib-dűlőben a puhói kultúra népe földvárának nyomai látszanak.
A falu a 13. században keletkezhetett, 1300-ban említik „Sceunicha” néven először. A Stiavnicky család birtoka volt, majd a 16. századtól a Rakovszkyaké. 1380-ban „Sceuniche”, 1471-ben „Sczawnicza”, „Schewnicze”, 1515-ben „Naghschewnyéza” néven említik az írott források. 1536-ban 14 portát számláltak a faluban. 1600-ban 24 paraszt és zsellérház, malom és mintegy 15 nemesi kúria állt a településen. 1715-ben 27 adózó portája volt. 1785-ben 123 köznemes élt a faluban, 83 házában összesen 708 lakost számláltak.
A 18. század végén Vályi András így ír róla: „Kis Selmetz, Nagy Selmetz. Két tót falu Liptó Várm. földes Urai Rakovszky, és több Uraságok, Kis Selmetz Nagy Selmetznek filiája; fekszenek Rozenberghez 1/2 mértföldnyire; savanyú vize is van; határbéli földgyeik termékenyek, legelőjök, ’s fájok elég van.”
1828-ban 79 háza és 777 lakosa volt. Lakói mezőgazdasággal foglalkoztak.
Fényes Elek 1851-ben kiadott geográfiai szótárában így ír a faluról: „Selmecz (nagy) (Stjavnicza Welky), tót falu, Liptó vmegyében: 585 kath., 186 evang., 6 zsidó lak. – Feküsznek Rosenbergtől délkeletre 1 órányira. – Van egy erős szeszü savanyu-víz forrása; alkotó részei: elszálló szesz vas, és lúg-föld, lugsavany. Kecske vagy szamártéjjel vegyitve igen hasznos a podagrában, tagok szakgatásában; a vért és nedveket tisztitja. F. u. Rakóvszky, s más uraságok.”
A trianoni diktátumig Liptó vármegye Rózsahegyi járásához tartozott.
Régi, erődített vízikastélyának maradványai 1945-ben megsemmisültek.

## Népessége
| Év:            | 1994. | 2004.    | 2014.    | 2024.    |
| -------------- | ----- | -------- | -------- | -------- |
| Emberek száma: | 795   | 901      | 1122     | 1439     |
| Eltérés:       |       | +13,33 % | +24,52 % | +28,25 % |

| Év:            | 2023. | 2024.   |
| -------------- | ----- | ------- |
| Emberek száma: | 1414  | 1439    |
| Eltérés:       |       | +1,76 % |

1868-ban 857 lakosa volt.
1910-ben 753, túlnyomórészt szlovák lakosa volt.
2001-ben 872 lakosából 869 szlovák volt.
2011-ben 1049 lakosából 1035 szlovák.

## Nevezetességei
- A faluban áll egy késő reneszánsz 17. századi várkastély, melyet 1750-ben barokk stílusban átépítettek, majd 1880-ban két további toronnyal bővítettek.
- Földvár sáncai a Lúcny hrib-dűlőben.